# انقلاب الإشغال

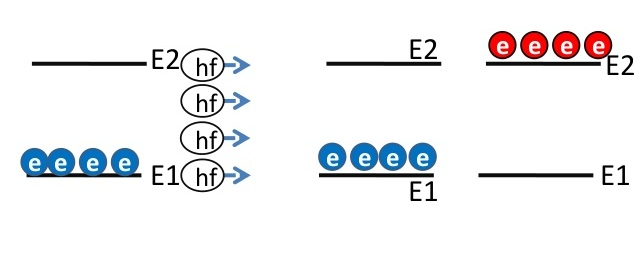

انقلاب الإشغال  في الميكانيكا الإحصائية عبارة عن ظاهرة تحدث عندما يوجد نظام بحالة يكون فيها عدد أكبر من أعضاء هذا النظام في حالة مثارة من الحالة القاعية المستقرة. بالتالي توصف هذه الظاهرة أنها مقلوبة أو معكوسة لأنها تعاكس الحالة الطبيعية للمواد.
لهذا المبدأ أهمية في علوم الليزر، لأن تشكيل هذه الحالة هي خطوة أساسية في تشغيل الليزر.

## التوازن الحراري
يوصف التوازن الحراري لنظام ما حسب توزيع بولتزمان وذلك عند درجة حرارة معينة ثابتة {\displaystyle T} كما يلي:
{\displaystyle {\frac {N_{2}}{N_{1}}}={\frac {g_{2}}{g_{1}}}\cdot \exp \left(-{\frac {E_{2}-E_{1}}{k_{\mathrm {B} }\cdot T}}\right)}
بحيث
- {\displaystyle N_{1}} كثافة الجسيمات في الحالة القاعية
- {\displaystyle N_{2}} كثافة الجسيمات في الحالة المثارة
- {\displaystyle g_{i}} انفطار الحالات
- {\displaystyle E_{i}} الطاقة
- {\displaystyle k_{\mathrm {B} }} ثابت بولتزمان.

بما أن فجوة النطاق بين السويات الطاقية دائماً أكبر من 0:
{\displaystyle \Delta E=E_{2}-E_{1}>0,}
بالتالي فمن غير الممكن أن تكون الدالة الأسية أكبر من 1:
{\displaystyle \Rightarrow -{\frac {E_{2}-E_{1}}{k_{\mathrm {B} }\cdot T}}<0\qquad \Rightarrow \exp \left(-{\frac {E_{2}-E_{1}}{k_{\mathrm {B} }\cdot T}}\right)<1}
بالتالي يوجد في حالة التوازن الطبيعي عدد أقل من الجسيمات في سويات الطاقة العليا بالمقارنة مع عددها في المستويات الدنيا:
{\displaystyle \Rightarrow {\frac {g_{2}}{g_{1}}}\cdot \exp \left(-{\frac {E_{2}-E_{1}}{k_{\mathrm {B} }\cdot T}}\right)<{\frac {g_{2}}{g_{1}}}\qquad \Rightarrow {\frac {N_{2}}{N_{1}}}<{\frac {g_{2}}{g_{1}}}}
بالتالي فإن حالة انقلاب الإشغال هي ممكنة فقط عندما لا يكون النظام في حالة توازن حراري، بالتالي ينبغي دفع النظام إلى حالة غير متوازنة.
{\displaystyle {\frac {N_{2}}{N_{1}}}>{\frac {g_{2}}{g_{1}}}}